# Suzanne Eaton
Suzanne Eaton (* 23. Dezember 1959 in Oakland, Kalifornien; † 2. Juli 2019 auf Kreta) war eine US-amerikanische Molekularbiologin, die in Deutschland lebte und arbeitete.

## Leben
Eaton war die Tochter eines Elektroingenieurs, der unter anderem an der University of California, Berkeley lehrte und später in der Forschungsabteilung von IBM tätig war. Nach Ende der Schulzeit nahm Eaton ein Gap Year und arbeitete unter anderem als Technikerin in einem Krankenhaus. Anschließend studierte sie bis 1981 Biologie an der Brown University und war von 1981 bis 1983 als Tutorin für Immunologie an der University of California, Los Angeles (UCLA) tätig, wo sie 1988 bei Kathryn Calame im Bereich Mikrobiologie promovierte. Für ihre Arbeit wurde sie mit dem Sydney C. Rittenberg Award for Distinguished Academic Achievement in Microbiology ausgezeichnet.
Von 1988 bis 1993 arbeitete Eaton als Postdoc an der UCLA bei Thomas B. Kornberg und untersuchte dabei Drosophila melanogaster. Ihre Forschung setzte sie anschließend – bis 1997 als Postdoc – am Europäischen Laboratorium für Molekularbiologie in Heidelberg in der Forschungsgruppe von Kai Simons fort, wobei ihre Forschungsschwerpunkte im Bereich Zellbiologie und Entwicklungsbiologie lagen.
Eaton kam im Gründungsjahr 2000 an das Max-Planck-Institut für molekulare Zellbiologie und Genetik (MPI-CBG), wo sie ab 2001 eine eigene wissenschaftliche Arbeitsgruppe leitete. Ab 2015 hatte sie die Professur für Developmental Cell Biology of Invertebrates am BIOTEC der TU Dresden inne; die Berufung erfolgte dabei gemeinsam mit dem MPI-CBG.
Eatons Forschungsschwerpunkte lagen unter anderem im Bereich der Gewebemechanik und Gewebeentwicklung (u. a. Untersuchungen zu den Morphogenen Hedgehog und Wingless). Zu ihren Forschungserfolgen gehörte die Entdeckung sogenannter „Argosome“, Transporter-Lipoproteine, mit deren Hilfe zum Beispiel Morphogene lange Strecken zwischen Zellen in Organismen zurücklegen können. Die Ergebnisse wurden 2005 unter dem Titel Lipoprotein particles are required for Hedgehog and Wingless signalling in der Zeitschrift Nature publiziert.
Während einer Tagung in Kolymbari auf Kreta verschwand Eaton; sie wurde zuletzt am 2. Juli lebend gesehen und am 8. Juli 2019 in einer Höhle tot aufgefunden. Die griechische Polizei leitete Mordermittlungen ein. Der Täter, ein 27-jähriger Landwirt und verheirateter Familienvater, wurde im Oktober 2020 zu lebenslanger Haft verurteilt.
Eaton war mit dem britischen Wissenschaftler Anthony A. Hyman verheiratet, der Ehe entstammen zwei Söhne. Ihr Grab befindet sich auf dem Dresdner Johannisfriedhof.

## Publikationen (Auswahl)
- Suzanne Eaton, Kathryn Calame: Multiple DNA Sequence Elements are Necessary for the Function of an Immunoglobulin Heavy Chain Promoter . Proceedings of the National Academy of Sciences of the United States of America, Nr. 84, 1987, S. 7634–7638.
- Anton Rietveld, Stephanie Neutz, Kai Simons, Suzanne Eaton: Association of Sterol- and Glycosylphosphatidylinositol-linked Proteins with Drosophila RaftLipid Microdomains . In: Journal of Biological Chemistry, Nr. 274, 1999, S. 12049–12054.
- Daniela Panáková, Hein Sprong, Eric Marois, Christoph Thiele, Suzanne Eaton: Lipoprotein particles are required for Hedgehog and Wingless signalling. In: Nature, Nr. 435, 2005, S. 58–65.
- Eric Marois, Suzanne Eaton: RNA in the hedgehog signaling pathway: pFRiPE, a vector for temporally and spatially controlled RNAi in Drosophila. In: Jamila I. Horabin (Hrsg.): Hedgehog signaling protocols. Humana Press, Totowa 2007, S. 115–128.
- Marta M. Swierczynska, Valéria Lamounier-Zepter, Stefan R. Bornstein, Suzanne Eaton: Lipoproteins and Hedgehog signalling – possible implications for the adrenal gland function. In: European Journal of Clinical Investigation, 2013.
- Wilhelm Palm, Marta Maria Świerczyńska, Veena Kumari, Monika Ehrhart-Bornstein, Stefan R. Bornstein, Suzanne Eaton: Secretion and signaling activities of lipoprotein-associated hedgehog and non-sterol-modified hedgehog in flies and mammals. PLoS Biol, Jg. 11, Nr. 3, 2013, S. e1001505.
- Jonathan Rodenfels, Oksana Lavrynenko, Sophie Ayciriex, Julia L. Sampaio, Maria Carvalho, Andrej Shevchenko, Suzanne Eaton: Production of systemically circulating Hedgehog by the intestine couples nutrition to growth and development. Genes and Development, Nr. 28 (23), 2014S 2636–2651.
- Helena Khaliullina, Mesut Bilgin, Julia L. Sampaio, Andrej Shevchenko, Suzanne Eaton: Endocannabinoids are conserved inhibitors of the Hedgehog pathway. In: Proceedings of the National Academy of Sciences, Nr. 112, 2015, S. 3415–3420.
- Frank Jülicher, Suzanne Eaton: Emergence of tissue shape changes from collective cell behaviours 2016, doi: 10.1016/j.semcdb.2017.04.004.
- Matthias Merkel, Raphaël Etournay, Marko Popović, Guillaume Salbreux, Suzanne Eaton, Frank Jülicher: Triangles bridge the scales: Quantifying cellular contributions to tissue deformation. Physical Review E; Nr. 93, Ausgabe 3, 2017, S. 32401–32424.